# Orel (okres Chrudim)
Obec Orel (v místním nářečí Vorel) se nachází v okrese Chrudim, kraj Pardubický. Obec Orel hraničí s městy Slatiňany a Chrudim. Žije zde 806 obyvatel.

## Poloha
Obec Orel se nachází 4 kilometry jihovýchodně od města Chrudim. Sousedí přímo s městy Chrudim a Slatiňany. Leží na rovině východně od Slatiňan, východně od řeky Chrudimky a východně od severního okraje CHKO Železné hory.
Rozkládá se v rovinatém terénu, který je na severní straně ohraničen kopcem s osadou Tři Bubny, na jihu jsou nedaleko výběžky Železných hor se Skalkou a Žumberkem a na jihozápadě se terén za Slatiňany zvedá k vrchům Chlum a Hůra. Na severozápadě je na dohled hrana náhorní planiny nazývaná Vlčí Hory. 
Podloží obce tvoří Česká křídová pánev, která je z většiny tvořena opukou, která pochází z období křídového moře. Orel se nachází v místě, kde bývalo rozsáhlé, zaniklé jezero. Zůstávaly po něm bažiny a později rašeliniště tzv. Orliny. Od 17. století je doloženo kopání rašeliny na Orlinách a ještě v 19. století se zdejší rašelina používala jako topivo a stelivo. Rašelina se také používala v první chemičce v Lukavici na pražení vytěženého pyritu.
O výskytu bažin a rašelinišť může svědčit i možný výklad vzniku názvu sousedního města Slatiňany = slatina = rašeliniště = bažina. V Orli se dříve těžila opuka a červenice (jíl), které byly používány ke stavbě domů. Skály po těžbě opuky byly zavezeny komunálním odpadem a nejsou již znatelné.

## Název
Název obce Orel je rodu ženského. Skloňuje se jako „obec“ (4.p.č.j = 1.p.č.j.; vidím Orel). Proto ukazujeme „ta Orel“ a oznamujeme jsme "v Orli". Jméno obce je poprvé doloženo v roce 1360. Skloňování je uvedeno na ČÚZK https://vdp.cuzk.cz/vdp/ruian/katastralniuzemi/712086. Název obce vznikl starobylou přivlastňovací příponou z osobních jmen a zaznamenal Orlův dvůr. Později se začala užívat podoba jména Vorel, s pravopisnou variantou Worell, Worel, Vorel. Od roku 1924 bylo nařízeno používat původního tvaru Orel. V mluvené variantě se stále objevuje výslovost jako Vorel, Vorelák atd.

## Historie
První písemná zmínka o obci pochází z roku 1360.
Při archeologickém výzkumu, před stavbou druhé části obchvatu Chrudimě a Slatiňan, byly na území sousedního města Slatiňany u obce Vlčnov nalezeny významné doklady pravěkého osídlení. Archelogy zkoumané území s obchvatem se dotýká, nebo zasahuje do katastru Orle.
| 1869 | 1880 | 1890 | 1900 | 1910 | 1921 | 1930 | 1950 | 1961 | 1970 | 1980 | 1991 | 2001 | 2011 |
| ---- | ---- | ---- | ---- | ---- | ---- | ---- | ---- | ---- | ---- | ---- | ---- | ---- | ---- |
| 564  | 601  | 737  | 811  | 929  | 869  | 890  | 814  | 817  | 741  | 710  | 658  | 689  | 737  |

## Znak a prapor
Znak a prapor udělil obci Orel dne 16. února 1999 Parlament České republiky. Znak je navržen jako černý orel s červenou zbrojí ve stříbrném štítě. Orel drží v (jeho) pravém pařátu na červené žerdi stříbrný prapor s červenými napínacími háky ke kuši. Vycházelo se z historie obce Orel.
Ideový tvůrce podoby praporu a znaku byl Miroslav Pavlů, definitivní výtvarnou podobu jim dal Zdeněk Valebný. Tvůrci vycházeli z erbovního znamení domácí vladycké rodiny z Orle, pozdějších Orelských ze Sán. Přesněji ze znaku Michálka ze Sán, který sloužil ve vojsku krále Jiřího z Poděbrad a který měl v erbu dva křížem přeložené háky k natahování samostřílu, jež se dnes staly znakem obecního praporu.

## Orelské spolky, družstva, organizace
Spolkový život byl v Orli bohatý zvláště v období první republiky. Fungovalo zde několik spolků, družstev i politických stran, např. Český červený kříž, Český svaz žen, Honební společenstvo, Junák – svaz skautů a skautek ČR, Sbor dobrovolných hasičů, Spolek chovatelů a další.
Nyní zde působí např. sdružení matek Orelský bubínek, které se spojily a pořádají různé akce. Dále v Orli funguje fotbalový klub TJ Orel, který hraje okresní přebor. Oddíl má 4 fotbalová družstva.

## Školství

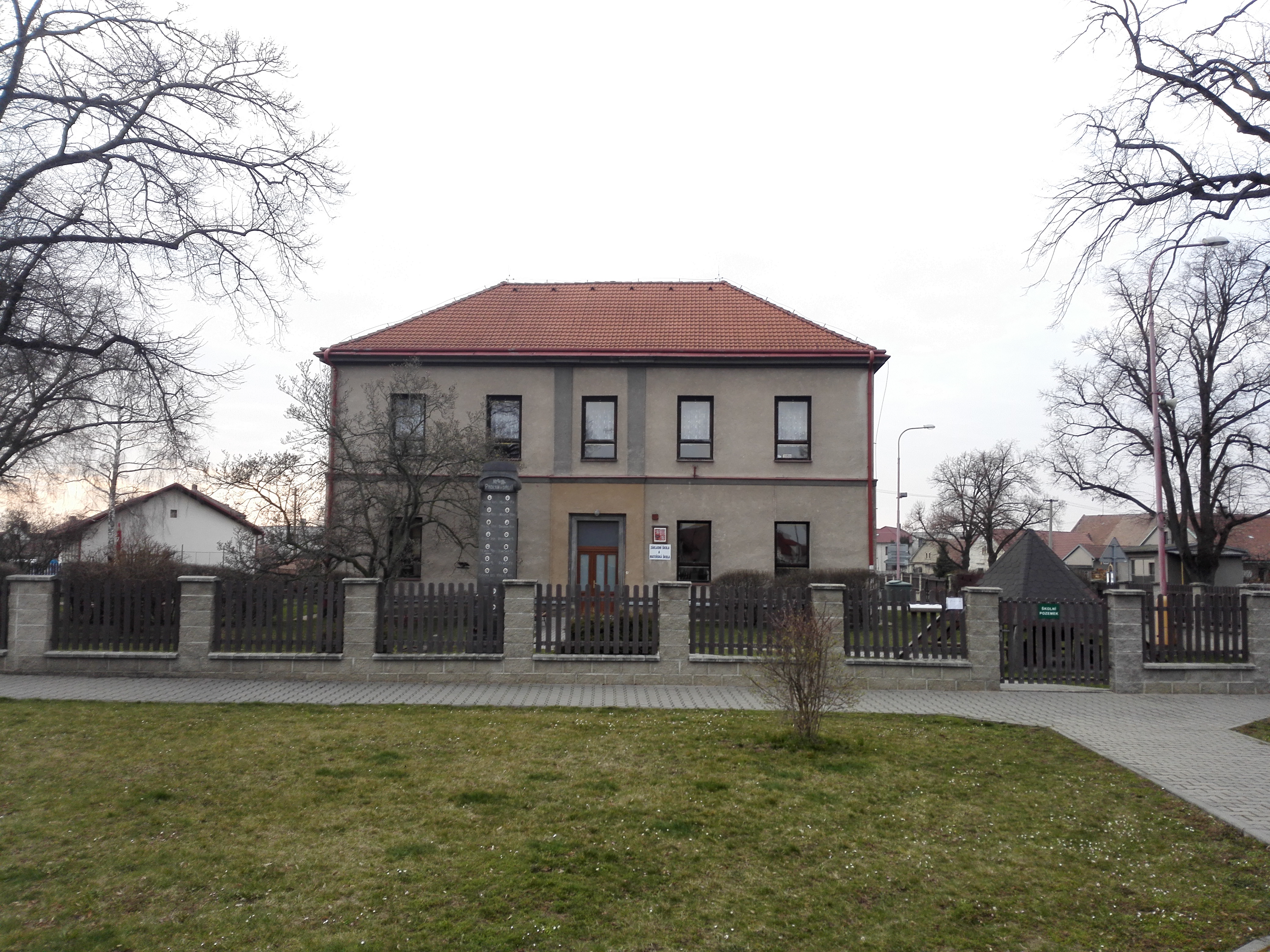
Základní škola v Orli

### Základní škola
V obci se nachází základní dvoutřídní škola pro 1.-5. ročník.
První zmínka o škole pochází z období před rokem 1700. Prvním doloženým učitelem v Orli je Jan Kábele. Školu navštěvovaly i děti z Vlčnova a z Kunčí. V roce 1828 chodilo do orelské školy celkem 126 dětí (63 z Orle, 34 z Kunčí a 29 z Vlčnova). V roce 1883 se začala stavět nová školní budova, která po rekonstrukcích slouží dodnes.

### Mateřská škola
Mateřská škola byla v Orli založena na návrh učitele Rudolfa Ságla. Učit se zde začalo 1. února 1946. Tehdy měla školka 29 žáků. Byla provizorně umístěna ve škole

## Pamětihodnosti
- Kostel svatého Jiří u Tří Bubnů
- Statek čp. 41 z 19. století s ozdobným štítem.[6]

## Části obce
- Orel
- Tři Bubny